# درولا والش
دِرْوْلا والش (به انگلیسی: Dearbhla Walsh) کارگردان اهل ایرلند است.
از فیلم‌ها یا مجموعه‌های تلویزیونی که وی در آن‌ها نقش داشته است، می‌توان به دوریت کوچک، تودورها و بی‌شرم اشاره نمود.